# NGC 7232
NGC 7232 (również PGC 68431) – galaktyka spiralna z poprzeczką (SBa), znajdująca się w gwiazdozbiorze Żurawia. Odkrył ją John Herschel 6 września 1834 roku.